# 加藤亮夫
加藤 亮夫（かとう あきお、1960年9月1日 - ）は、日本の声優、俳優。東京都出身。アクセント所属。

## 人物
以前は劇団文学座に所属していた。かつては俳優としてテレビドラマに端役で出演していた。
吹き替えを中心に活動しており、マーク・ストロングをほぼ専属で担当している。
特技はピアノ、シンセサイザー。趣味はラグビー。

## 出演
太字はメインキャラクター。

### テレビアニメ
2002年
- 東京アンダーグラウンド（分隊長）
- ペコラ（ロンリーさん）

2003年
- TEXHNOLYZE（町山宏利）

2004年
- ドラえもん（テレビ朝日版第1期）（ナレーター）
- A15シリーズ（変身3部作）
  - ヒットをねらえ!（雨宮涼、韮沢譲治）
  - LOVE♥LOVE?（韮沢譲治）

- MAJOR（吉野）

2006年
- 妖怪人間ベム（2006年）（中年の男）

2007年
- 怪物王女（マスター、劉劉、半漁人A、村人A、アナウンサー）

2008年
- 仮面のメイドガイ（ムラサキのひも・男C）
- ゴルゴ13（ディーラー）
- テレパシー少女 蘭（典子の父親）
- NARUTO -ナルト- 疾風伝（キタネ）

2010年
- COBRA THE ANIMATION（鼻）

2011年
- べるぜバブ（フォルカス・ラフマニノフ）

2012年
- キングダム（2012年 - 2022年、騰、隆国） - 4シリーズ

2013年
- GON -ゴン-（ペリー）
- ダイヤのA（2013年 - 2020年、田原利彦） - 3シリーズ

2015年
- ベイビーステップ（ケビン）

2019年
- この音とまれ!（教頭）
- スター☆トゥインクルプリキュア（クク）

2020年
- ふしぎ駄菓子屋 銭天堂（山本明）

2021年
- 怪病医ラムネ（教祖）
- 聖女の魔力は万能です（2021年 - 2023年、ドミニク・ゴルツ） - 2シリーズ
- NOMAD メガロボクス2（橋下）

2023年
- ビックリメン（月会長）
- 私の推しは悪役令嬢。（ロセイユ＝バウアー）

2024年
- 狼と香辛料 MERCHANT MEETS THE WISE WOLF（御者）
- THE NEW GATE（ジェオン・カルタード・ベイルリヒト）

2025年
- 雨と君と（熊野御堂）
- 水属性の魔法使い（クライブ）

### OVA
- うさぎちゃんでCue!!（1999年）
- テイルズ オブ ファンタジア THE ANIMATION（2004年、騎士長、銅蔵)
- 銀河鉄道物語 〜忘れられた時の惑星〜（2007年、ローナン）
- Landreaall（2017年、学長）

### ゲーム
- アサシン クリード III（2012年、ジョージ・ワシントン）
- インジャスティス:神々の激突（2013年、シネストロ）
- レゴシティ アンダーカバー（2013年、フォレスト・ブラックウェル）
- Hearthstone: ハースストーン（2015年、レクサー）
- オルタナティブガールズ2（2018年、バド）
- PSYCHIC ECLIPSE-サイキックイクリプス-（2023年、門杭北辰）

### Webアニメ
- ライジングインパクト（2024年、ジェーソン・クレメント[8]）

### ドラマCD
- 怪物王女 ドラマCD「放浪王女」（劉劉、マスター）
- 東京アンダーグラウンド ドラマCD 2巻（レジスタンス隊長）
- WORKING!! ドラマCD 第2話「ワグナリアを出よう!」（食い逃げ師）

### BLCD
- 裏刀神記（店長）
- 締め切りのその前に!?（西尾）
- スーパー秘書に休息はない（藤本）
- たとえこの恋が罪であっても（中山）
- 百日の薔薇（ウエムラ）

### ラジオドラマ
- NHK-FM 青春アドベンチャー
  - 「サラマンダー殲滅」（1991年） - 兵士、通信員、アナウンサー
  - 「ロンリー・ランナー」（1992年） - 流葉爽太郎

### 吹き替え

#### 担当俳優
クリストファー・カズンズ
- コード・ブラック 生と死の間で（ジョン・ハリス）
- ブレイキング・バッド（テッド・ベネキー社長）
- CSI:サイバー2（メイソン・リン）

ジェフリー・ノードリング
- サルベーション 地球の終焉（ダニエル）
- CSI:ニューヨーク8（カーク・マシューズ上院議員）
- ロード・トゥ・ヘブン（ピーター）

トニー・ゴールドウィン
- オッペンハイマー（ゴードン・グレイ）
- スキャンダル 託された秘密（フィッツジェラルド・グラント大統領）
- ダイバージェント（アンドリュー・プライアー）
- ダイバージェントNEO（アンドリュー・プライアー）
- マーダー・ミステリー2（ロン・シルバーフォックス）

ネイサン・フィリオン
- ガーディアンズ・オブ・ギャラクシー:VOLUME 3（マスター・カージャ）
- キャッスル 〜ミステリー作家は事件がお好き（ミステリー作家 リチャード・“リック”・キャッスル）
- ザ・スーサイド・スクワッド “極”悪党、集結（T.D.K）
- ザ・リクルート（アルトン・ウェストCIA長官）
- ビッグバン★セオリー/ギークなボクらの恋愛法則（本人役）

マーク・ストロング
- アトラス（ブース）
- ウェイバック -脱出6500km-（カバロフ）
- 裏切りのサーカス（ジム・プリドー）
- キングスマン（マーリン）
- キングスマン:ゴールデン・サークル（マーリン）
- グリーン・ランタン（シネストロ）
- シャーロック・ホームズ（ヘンリー・ブラックウッド卿）※劇場公開版
- シャザム!（Dr.サデウス・シヴァナ）※ザ・シネマ版
- ストックホルム・ケース（グンナー）
- 6日間（マックス・ヴァーノン）
- ロックンローラ（アーチー）

マックス・マーティーニ
- クリミナル・マインド7 FBI行動分析課 #3（ルーク・ドーラン）
- ザ・ユニット 米軍極秘部隊（マック・ゲルハルト）
- 24 -TWENTY FOUR-（スティーブ・グッドリッチ）
- バーン・ノーティス 元スパイの逆襲 シーズン2 #7（ジェラード）
- リゾーリ&アイルズ2（ダン・マティオ）

#### 映画
- アイドルワイルド（トランピー〈テレンス・ハワード〉）
- アザーズ（チャールズ〈クリストファー・エクルストン〉）
- アナポリス 青春の誓い（バートン少佐〈ドニー・ウォールバーグ〉）
- アパルーサの決闘（エヴェレット・ヒッチ〈ヴィゴ・モーテンセン〉）
- アルビン/歌うシマリス3兄弟
- アントマン（パクストン〈ボビー・カナヴェイル〉）
- アントマン&ワスプ（パクストン〈ボビー・カナヴェイル〉[15]）
- イップ・マン 序章（リュウ師匠〈チェン・チーフイ〉）
- インベイダー（パトリック〈グレッグ・エヴィガン〉）
- インサイダー（マイケル・ムーア〈本人〉）
- インソムニア（フレッド・ダガー〈ニッキー・カット〉）※テレビ東京版
- 歌え! ジャニス★ジョプリンのように（ワルテル〈フランソワ・クリュゼ〉）
- エアポート2011（ジョー）
- X-ファイル:ザ・ムービー（リチャード・ラングリー）
- X-MENシリーズ（ピーター・ラスプーチン / コロッサス〈ダニエル・クドモア〉）
  - X-MEN2 ※劇場公開版
  - X-MEN:ファイナル ディシジョン ※劇場公開版
  - X-MEN:フューチャー&パスト
- エレクション（ソー〈チョン・シウファイ〉）
- エンプレス/運命の戦い（雪虎〈ドニー・イェン〉）
- 怪獣大決戦ヤンガリー
- カレンダー・ガールズ
- ケイティ
- 撃鉄2 -クリティカル・リミット-
- コントロール（リー・レイ・オリバー〈レイ・リオッタ〉）
- サーベルタイガー・パーク 百万年ぶりの餌食（ブライアン）
- サンダーバード（ナレーション）
- ザ・センチネル/陰謀の星条旗（ウィリアム・モントローズ〈マーティン・ドノヴァン〉）
- 桑港（マリン神父〈スペンサー・トレイシー〉）※PDDVD版
- 7月4日に生まれて（退役軍人〈トム・サイズモア〉）※DVD版
- 幸せがおカネで買えるワケ
- スキップ・トレース（タン警部〈マイケル・ウォン〉[16]）
- スノー・バディーズ 小さな5匹の大冒険
- スパングリッシュ 太陽の国から来たママのこと
- ゾディアック（ウィリアム・アームストロング捜査官〈アンソニー・エドワーズ〉）
- ソプラノズ ニューアークに舞い降りたマフィアたち（ナレーション〈マイケル・インペリオリ〉）
- ダークサマー（トンプソン医師〈ダニエル・ヒュー・ケリー〉）
- ダウト（フォード・コール検事〈レイ・リオッタ〉）
- 007/ムーンレイカー（スコット大佐〈マイク・マーシャル〉）※ソフト版
- つぐない（ポール・マーシャル〈ベネディクト・カンバーバッチ〉）
- ディパーテッド（エーラビー警部〈アレック・ボールドウィン〉）
- デス・ライブ（アダム〈ヨアン・グリフィズ〉）
- TENET テネット（サンジェイ・シン〈デンジル・スミス〉[17]）
- デビル・ストレンジャー（ジョン〈ルーク・ウィルソン〉）
- 天国へのシュート（アレンド〈ピーター・ブロック〉）
- トゥー・ウィークス・ノーティス（ジョージ・ウェイド〈ヒュー・グラント〉）
- トランスフォーマー（バンブルビー）
- ドクトル・ジバゴ（ミーシャ〈ダニエル・リオッティ〉）
- ニュー・ガイ ハイスクール★ウォーズ（ベアー〈ライル・ラヴェット〉）
- 必殺処刑人（ダニーブライアント〈ショーン・ビーン〉）
- ビロウ（チーフ〈ニック・チンランド〉）※DVD・ビデオ版
- ファイアー・フロム・ビロウ（ジェイク・デニング〈ケヴィン・ソーボ〉）
- 5デイズ（ミヘイル・サアカシュヴィリ大統領〈アンディ・ガルシア〉）
- ファウンダー ハンバーガー帝国のヒミツ
- ファンタスティック・フォー ［超能力ユニット］
- フェーズ6（フランク・ハロウェイ〈クリストファー・メローニ〉）
- 42 〜世界を変えた男〜
- フォー・ブラザーズ/狼たちの誓い（ファウラー刑事〈ジョシュ・チャールズ〉）
- フライング・タイガー（ジム・ゴードン〈ジョン・ウェイン〉）※PDDVD版
- ブラッド・アウト（マイケル〈ルーク・ゴス〉）
- フリーダムランド（ダニー・マーティン〈ロン・エルダード〉）
- ブリジット・ジョーンズの日記 きれそうなわたしの12か月
- ブリッツ（ハロルド・ダンロップ〈デヴィッド・モリッシー〉）
- 北京ヴァイオリン（チョン〈チェン・チアン〉）
- ホースメン（エイダン・ブレスリン〈デニス・クエイド〉）
- ホステル2（トッド〈リチャード・バージ〉）
- ポルカ・キング（ロン・エドワーズ）
- マーリー2 世界一おバカな犬のはじまりの物語
- マキシマム・エージェント（マックス・フォルカーク〈ブリクストン・カーンズ〉）
- マッド・ウォーリアーズ 頂上決戦（ヒューゴ・ベガ〈イーサイ・モラレス〉）
- マネー・スキャンダル 破滅への欲望（マイケル・コナー〈ジェームズ・ピュアフォイ〉）
- マリー・アントワネットの首飾り（ルイ16世〈サイモン・シャクルトン〉）
- マローダーズ 襲撃者（ジョナサン・モンゴメリー〈クリストファー・メローニ〉）
- ミーン・ガールズ（チップ〈ニール・フリン〉）
- ミセス・ハリス、パリへ行く（シャサヌ侯爵〈ランベール・ウィルソン〉[18]）
- 未知との遭遇（ベンチリー〈ジョージ・ディセンゾ〉）※DVD版
- 名犬ラッシー/ラッシー、森を探検!（ジェド・アラン）
- MEG ザ・モンスター（ミンウェイ・ジャン博士〈ウィンストン・チャオ〉[19]）
- メリンダとメリンダ（グレッグ〈ジョシュ・ブローリン〉）※DVD版
- モーツァルトとクジラ（ウォレス〈ゲイリー・コール〉）
- モロッコ（トム・ブラウン〈ゲイリー・クーパー〉）※PDDVD版
- 山猫は眠らない4 復活の銃弾（ラルフ・イェーガー大佐〈リヒャルト・サメル〉）
- ラストホリデイ（ショーン〈LL・クール・J〉）
- ラブリーボーン
- リチャード・ニクソン暗殺を企てた男（ジュリアス・ビック〈マイケル・ウィンコット〉）
- リメンバー・ミー（ニール・クレイグ警部〈クリス・クーパー〉）
- リンカーン/秘密の書[20]
- 臨死（ラーソン〈カラム・キース・レニー〉）
- ルパン（テオフラスト・ルパン〈ニッキー・ノード〉）
- レイヤー・ケーキ
- レット・イット・シャイン（ジェイコブ・デバージュ牧師〈コートニー・B・ヴァンス〉）
- レジェンド・オブ・フラッシュ・ファイター 格闘飛龍（チャン・ガーロ〈アダム・チェン〉）
- レジェンド・オブ・フラッシュ・ファイター 電光飛龍（チャン・ガーロ〈アダム・チェン〉）
- ロープ（ルパート〈ジェームズ・スチュアート〉）※PDDVD版
- 私の頭の中の消しゴム（ソ・ヨンミン室長〈ペク・チョンハク〉）※テレビ版
- 我等の生涯の最良の年（フレッド・デリー〈ダナ・アンドリュース〉）※PDDVD版
- ワンナイト・イン・モンコック（ミウ警部〈アレックス・フォン〉）
- ワンス アンド フォーエバー（エドワーズ〈ディラン・ウォルシュ〉）

#### ドラマ
- iCarly
- アイ・ラブ・ディック（シルヴェール〈グリフィン・ダン〉）
- 赤と黒（ホン・テギュン）※NHK版
- ALPHAS/アルファズ
- アンフォゲッタブル 完全記憶捜査（アイザック）
- アンフォゲッタブル3 完全記憶捜査（モールス警部補〈ジェームズ・コルビー〉）
- アガサ・クリスティー トミーとタペンス -2人で探偵を-（アリー・カーン少佐）
- アメリカン・クライム・ストーリー/O・J・シンプソン事件（ギル・ガーセッティ〈ブルース・グリーンウッド〉）
- ER緊急救命室
  - シーズン7（ステトラー〈キース・ダイアモンド〉）
  - シーズン8 #15（イアン〈ブラント・コットン〉）
  - シーズン9 #4（シェパード）
  - シーズン10 #13（カール〈ジョン・カリー〉）
  - シーズン12 #1（パーカー巡査部長〈ノエル・アーサー〉）
- THE EVENT/イベント（マイケル・ブキャナン〈スコット・パターソン〉）
- イルジメ〜一枝梅（イ・ウォノ）
- サイバー諜報員 インテリジェンス #8（ハビエル・レオン〈ヤンシー・アリアス〉）
- Weeds∼ママの秘密（ダグ・ウィルソン〈ケヴィン・ニーロン〉）
- WITHOUT A TRACE/FBI 失踪者を追え!（カルロス）
- エージェント・オブ・シールド シーズン2 #13、シーズン3（アンドリュー・ガーナー〈ブレア・アンダーウッド〉）
- エージェント・カーター シーズン2（ハント・ルフス〈クリス・ブロウニング〉）
- X-ファイル（リチャード・ラングリー）※テレビ朝日版
- エレメンタリー ホームズ&ワトソン in NY（トレント・アナンジオ教授）
- NCIS 〜ネイビー犯罪捜査班
  - シーズン1 #3（ケント・フラー〈ウィリアム・R・モーゼス〉）#22（ラリー・クラノン神父〈ダグ・サヴァント〉）※Dlife版
  - シーズン2 #11（モンロー・クーパー〈マイク・スター〉）
  - シーズン3 #23 #24（トッド・ゲルファント〈ブレット・カレン〉）
  - シーズン11 #21（ウェクスラー中佐）
- NCIS:ニューオーリンズ
  - シーズン1 #1（リー大佐）
  - シーズン2（ジム・グラント）
  - シーズン5 #3（ハリリ大使）
- エバーウッド 遥かなるコロラド（Dr.アンドリュー・ブラウン〈トリート・ウィリアムズ〉）
- APB ハイテク捜査網（ギデオン・リーヴス〈ジャスティン・カーク〉）
- OZ/オズ（スコット・ロス〈ステファン・ゲベドン〉）
- 男が愛する時（ク・ヨンガプ〈イ・チャンフン〉[21]）
- カシミアマフィア
- カリフォルニケーション（ロイド・アラン・フィリップス〈アラン・デイル〉）
- 華麗なる遺産（パク・テス〈チェ・ジョンウ〉）
- ガンパウダー（ロバート・セシル卿〈マーク・ゲイティス〉[22]）
- 救命医ハンク セレブ診療ファイル（チャーリー）
- キム・マンドク〜美しき伝説の商人（キム・ウンリョル）
- キャプティブ:人質事件の全貌（ロバート・バーンズ）
- ギルモア・ガールズ（アーチー・スキナー神父）
- キル・ポイント（シェルトン〈ジェフリー・カンター〉）
- グッド・プレイス（マイケル〈テッド・ダンソン〉）
- グッド・ワイフ（バードウィン、ジュリアス・ケイン〈マイケル・ボートマン〉）
- グッド・ファイト（ジュリアス・ケイン〈マイケル・ボートマン〉）
- クリミナル・マインド FBI行動分析課
  - シーズン1 #5（ヴィンセント・シャイアー〈マット・レッシャー〉）
  - シーズン4 #4（イアン・コービン〈ウィリアム・メイポーザー〉）
  - シーズン5 #13（クラウス〈D・C・ダグラス〉）
  - シーズン8（デイヴィス・クーパー）
- グランパは新米スパイ（チャールズ・ニューウェンダイク〈テッド・ダンソン〉）
- グレイズ・アナトミー5 恋の解剖学
- クワンティコ/FBIアカデミーの真実 #9（グリフィン・ウェルズ〈オデッド・フェール〉）
- ケース・センシティブ 静かなる殺人
- 刑事モース〜オックスフォード事件簿〜（ミステリー作家 ケント・フィン〈アダム・ジェームス〉）
- 刑事ロク 最後の心理戦（ソ・グァンス署長〈キム・ホンパ〉）
- 階伯〔ケベク〕（ムジン〈チャ・インピョ〉）
- ゴースト 〜天国からのささやき シーズン2 #22、シーズン3（トム・ゴードン〈マーティン・ドノヴァン〉）
- コールドケース6（エリオット、ピート・マッギンレー刑事〈ブライアン・レツシャー〉）
- コールドケース7 ザ・ファイナル（ホセ・サンドヴァル(現在)、ライアン・キャヴァノーFBI捜査官〈ジョニー・メスナー〉）
- GLOW:ゴージャス・レディ・オブ・レスリング（サム〈マーク・マロン〉）
- 江南Bサイド（チョルソン）
- ザ・シールド ルール無用の警察バッジ（オーランド・“ダッチ”・ワーゲンバック〈ジェイ・カーンズ〉）
- ザ・ソプラノズ 哀愁のマフィア（クリス・モルティサンティ〈マイケル・インペリオリ〉）
- ザ・パシフィック
- ザ・ホワイトハウス（オノラート〈ポール・プロベンザ〉）
- ザ・ミッシング〜消えた少年〜（マーク・ウォルシュ〈ジェイソン・フレミング〉）
- ザ・リクルート（アルトン・ウェストCIA長官〈ネイサン・フィリオン〉）
- 三国志 Three Kingdoms（馬岱〈夏天〉、李厳、孫礼、郝昭、周善、孫桓）
- CSI:科学捜査班
  - シーズン1 #2（テッド〈ジョニー・メスナー〉）
  - シーズン4（クリス・ベジッチ〈ニコラス・リー〉）
  - シーズン6（アンソニー・カプリス弁護士〈ジョン・マイケル・ヒギンズ〉）
  - シーズン9 #15（ミッキー・ロス〈ジョン・シュナイダー〉）
  - シーズン13（マイク・ロビンソン刑事〈ブライアン・ヴァン・ホルト〉）
- CSI:ニューヨーク
  - シーズン3 #5（ダンテ・ホープ）
  - シーズン5（フェリックス・レッドマン〈ロバート・ガント〉）
  - シーズン8（フランク・ウォーターズ〈マイケル・ウェストン〉）
- CSI:マイアミ
  - シーズン1 #14（トーマス・カーペンター〈マイケル・バーギン〉）
  - シーズン10 ザ・ファイナル #5（ヘラルド・トーレス〈カルロス・サンズ〉）
- CSI:サイバー（マーカス〈ブライアン・マクナマラ〉）
- 恕の人 -孔子伝-
- 新・少林寺（ワン・レンズー〈チン・シウホウ〉）
- 神鵰侠侶（郭靖〈ワン・ルオヨン〉）
- スーパーナチュラル
  - シーズン5（オーケー/ウォー〈タイタス・ウェリヴァー〉）
  - シーズン10（ラッセル・ウェリントン）
- SCORPION/スコーピオン シーズン1 #8（ジム・アーチャー刑事〈ロックリン・マンロー〉）
- スターゲイト SG-1（マレル博士〈ウォーレン・キメル〉）
- スタートレック:ディスカバリー（ブレット・アンダーソン提督〈テリー・セルピコ〉）
- スピン・シティ（ジョセフ・マクスエル〈マーク・バレー〉）
- 続ハリーズ・ロー 裏通り法律事務所（エリック・サンダース〈アルフレッド・モリナ〉）
- ハート・オブ・ディクシー ドクターハートの診療日記（マイケル〈マックスの父〉）
- 太陽を抱く月（ホ・ヨンジェ〈ソヌ・ジェドク〉）
- ダナ&ルー 〜リッテンハウス女性クリニック〜（ピーター・リックス〈ジョシュア・コックス〉）
- 超能力ファミリー サンダーマン
- CHUCK/チャック（ウッディ・ウッドコーム〈ブルース・ボックスライトナー〉）
- デスパレートな妻たち
  - シーズン2（ジョージ・ウィリアムズ）
  - シーズン3 #2（タッド）
- 24 -TWENTY FOUR-（スパイアー医師）
- NUMBERS 天才数学者の事件ファイル シーズン3 #21（アルヴィン・ブリックル連邦検事補〈ジェレミー・シスト〉）
- バーン・ノーティス 元スパイの逆襲 シーズン5 #1（プエンテ）
- パスタ〜恋が出来るまで〜
- パトリオット 〜特命諜報員 ジョン・タヴナー〜（レスリー・クラレット〈カートウッド・スミス〉）
- バビロン5（ジョン・シェリダン大佐〈ブルース・ボックスライトナー〉）
- 薔薇の名前（ベレンガー〈マウリツィオ・ロンバルディ〉[23]）
- 犯罪捜査官ネイビーファイル（モーガン・リーズ副局長〈フォーリー・スミス〉）
- ヒューマン・ターゲット（ビル・フィックナー〈ジェイク・ウェバー〉）
- Face to Face -尋問-（セバスチャン〈ニコライ・リー・コース〉[24]）
- 4400 未知からの生還者
- 不滅の恋人（イ・ヒャン/国王〈ソン・ジェヒ〉[25]）
- ブラザーズ&シスターズ シーズン4 #15 #28（ロイ・スコベル〈ジェイ・カーンズ〉）
- THE BLACKLIST/ブラックリスト シーズン1 #20（パトリック・チャンドラー下院議員〈マイク・ドイル〉）
- フラッシュフォワード（ロイド・シムコー〈ジャック・ダヴェンポート〉）
- フラッシュポイント -特殊機動隊SRU-（ライアン・マローン〈ポール・クリスティ〉）
- プロビデンス（ニック〈ティム・ケレハー〉）
- ブラインドスポット3 タトゥーの女（クレム・ハーン）
- BONES
  - シーズン4（ゲイリー・フラナリー〈ピート・ガードナー〉）
  - シーズン10（ヴィクター・スタークFBI副長官〈スターリング・メイサー・ジュニア〉）
- HOSTAGES ホステージ（ブライアン・サンダース〈テイト・ドノヴァン〉）
- ホワイトカラー #10（Dr.ウェイン・パウエル〈カイル・セコー〉）
- マードック・ミステリー 〜刑事マードックの捜査ファイル〜（ウィンストン）
- マルコ・ポーロ（ナヤン〈ロン・ユアン〉）
- 見えない訪問者 〜ザ・ウィスパーズ〜（アレックス・マイヤーズ本部長〈アラン・ラック〉）
- 名探偵モンク
  - シーズン4 #12（グレッグ〈フレッド・ストーラー〉）
  - シーズン5 #6
- THE MENTALIST/メンタリスト シーズン6 #22（テッド・ランドルフ〈ジェイソン・ブルックス/Jason Brooks (actor)〉）
- ヤング・スーパーマン（ジョナサン・ケント〈ジョン・シュナイダー〉）
- ライ・トゥ・ミー 嘘は真実を語る シーズン2 #9（ヒュー・エリス〈トッド・スタシュウィック〉）
- ライフ with デレク（ポール）
- ラスベガス（ジム・ワーナー）
- リゾーリ&アイルズ6（ハート博士〈マーク・エヴァン・ジャクソン〉）
- リミットレス（ディーン・メリック〈ジャック・グワトニー〉）
- リンカーン 殺人鬼ボーン・コレクターを追え!（セリート〈マイケル・インペリオリ〉[26]）
- ローマ帝国:血塗られた統治（ナレーション）
- LAW&ORDER:クリミナル・インテント（ピーター・ケルマー〈ロバート・ネッパー〉）

#### アニメ
- アバローのプリンセス エレナ（ローランド2世）
- ザ・シンプソンズ MOVIE（ジョー・クインビー市長）※劇場公開版
- サーフズ・アップ
- ジェネレーター・レックス（ハンター・ケイン）
- スポンジ・ボブ
  - スポンジ・ボブ/スクエアパンツ ザ・ムービー（デヴィッド・ハッセルホフ）
  - スポンジ・ボブとビーーッグウェ〜ブ （デイビー・ジョーンズ）
- スパイダーマン（トニー・スターク / アイアンマン）
- スパイダーマン&アメイジング・フレンズ（トニー・スターク / アイアンマン）※トゥーン・ディズニー版
- ちいさなプリンセス ソフィア（ローランド2世）
- ティーンエイジ・ミュータント・ニンジャ・タートルズ(2012年版)(ヴィクター・ファルコ / ラットキング)
- ねずみの恩がえし（ピーター〈父〉）
- ヘラクレス（ナレーター、チパクレス、ホメロス、ケイロン 他）
- LEGO スター・ウォーズ:ドロイド・テイルズ（ベイル・オーガナ）
- LEGO スター・ウォーズ:ヨーダ・クロニクル（ベイル・オーガナ）
- 悪魔城ドラキュラ -キャッスルヴァニア-: 月夜のノクターン（エマヌエル修道院長）
- ロッキーとブルウィンクルの大冒険（ナレーション）

### テレビドラマ
- 太陽にほえろ! 第645話「ラガーの華麗なプレー」（1985年、NTV） - 元三邦商会ラグビー部員
- 木曜劇場 / ライスカレー 第9話（1986年、CX）
- 渡る世間は鬼ばかり 第29話（1990年、TBS） - 電気屋
- 火曜サスペンス劇場 / いのち（1998年、NTV） - 中野徹
- 月曜ドラマスペシャル / 家庭欄記者・鍋嶋六郎II（2000年、TBS） - 横井刑事

### ナレーション
- NONFIX（フジテレビ）
- 火曜スペシャル FBI超能力捜査官 第12弾（2007年、日本テレビ）
- 武田薬品工業「アリナミンV、スコルバダッシュ」のCMナレーション
- ハイビジョン特集フロンティア（NHKハイビジョン）
- BS世界のドキュメンタリー（NHK-BS1）
- ブルーレイディスクレコーダー「また、もったいない!?篇」（SONY）
- 報道ステーション（テレビ朝日）
- リョウシンJV錠（富山常備薬、テレビCM）
- 八丈島ものがたり ～人と自然が紡ぐ 島の暮らし～（2025年、BS11）

### ボイスオーバー
- NHKスペシャル（NHK教育）
  - ドラマ 東京裁判（2016年、アンリー・ベルナール判事の声）
- BS世界のドキュメンタリー（NHK-BS1）

### その他コンテンツ
- 国立新美術館 日展100年 一目でわかる!日本の美術この100年（音声ガイド）
- 土浦交響楽団 第30回定期演奏会（1994年） - 朗読

### シリーズ一覧
1. ↑  第1シリーズ（2012年 - 2013年）、第2シリーズ（2013年 - 2014年）、第3シリーズ（2020年 - 2021年）、第4シリーズ（2022年）
2. ↑  第1期（2013年 - 2015年）、第2期『SECOND SEASON』（2015年）、第3期『actII』（2019年 - 2020年）
3. ↑  Season1（2021年）、Season2（2023年）

### 初出話一覧
1. ↑  第7話初出
2. ↑  第9話初出
3. 1 2  第5話初出
4. 1 2  第6話初出